# Scolopendrium douglasii
Scolopendrium douglasii là một loài dương xỉ trong họ Aspleniaceae. Loài này được Fisch., Hk. mô tả khoa học đầu tiên năm 1862.
Danh pháp khoa học của loài này chưa được làm sáng tỏ. 